# Boppin' Kids
I Boppin' Kids sono una band italiana di rockabilly e psychobilly formatasi a Catania nel 1985. Hanno realizzato 2 album in studio, 2 EP, 3 Greatest Hits.

## La storia

### Boppin' Kids
Il gruppo si forma nel 1984 a Catania come classico rockabilly trio; già nel 1985 partecipano al Meeting Internazionale di Rock 'n' roll e Rockabilly di Forlì tutti minorenni ,ove replicheranno con grande successo anche l'anno successivo; nel 1986, ancora giovanissimi, pubblicano Go Wild! per l'etichetta indipendente catanese Rock86/Polygram . Il disco, oltre a brani originali diventate delle vere hit internazionali del genere,scritti dal giovanissimo Orazio Grillo, conteneva la loro cover di Tainted Love, vecchio successo soul di Gloria Jones. Con lo stesso brano partecipano alla prima edizione di Sanremo Rock classificandosi al quarto posto. La popolarità del gruppo cresce all'interno della scena rockabilly in Italia ed all'estero e 3 mesi dopo i ragazzi ottengono un nuovo contratto discografico con la Polygram; di seguito il loro album d'esordio viene ristampato.
Nel 1987 pubblicano un mini EP con 3 inediti intitolato Still Rockin, mentre nel 1990 pubblicano il loro secondo album Just for Fun. Nel disco le cover ed i classici lasciano spazio solo alle composizioni originali . Sia l'album che l'Ep vengono distribuiti in Europa e in Giappone dall'etichetta discografica Polygram.
Questi primi due album vengono successivamente accorpati su un'unica raccolta intitolata Go Wild - Just for Fun per l'etichetta tedesca Crazy Love Records.
Hanno occasione di esibirsi dal vivo con gruppi fondamentali per il genere musicale come Stray Cats e Guana Bats.
Dopo l'ultima data a fianco dei Mano Negra capitanati da Manu Chao ad Arezzo Wave e per tutto il corso degli anni '90, i tre intraprendono carriere soliste o esperienze con altri gruppi: Orazio Grillo (Alias Brando) conquista prima il mercato nazionale con i suoi album da solista poi come produttore discografico di molti artisti di successo italiani e direttore artistico di Universal Music Italia; Blasco Mirabella fonda il Silver Trio, Emilio Catera lavora intensamente in studio e live come batterista per artisti nazionali ed internazionali. Nel frattempo la prima canzone scritta da Orazio Grillo a 16 anni, Fire in My Soul, viene scelta come canzone d'apertura delle serate rock'n'roll al Blues House di Los Angeles di Dan Akroyd.
Dal 2008 con la riunione, l'ingresso nel gruppo del nuovo contrabbassista, Kris (Aka Mr Sinister ) degli Horrible Porno Stuntman e le nuove tournée, il progetto Boppin' Kids riparte, infatti i Boppin' Kids ritornano con un concerto dal vivo come headliner a Barcellona per il meeting internazionale Psychobilly meeting "Just for fun", il più importante festival internazionale di Psychobilly/Neo Rockabilly; seguono altre date nei principali festival europei ad Anversa, Berlino, Dublino, Madrid, Amsterdam e la storica esibizione al fianco, per la seconda volta, degli americani Stray Cats di Brian Setzer al Summer Jamboree Festival di Senigallia. I Boppin chiudono il loro comeback tour con 22 date nei principali club italiani ed europei. Il 6 febbraio del 2008, la label tedesca Crazy Love, pubblica una raccolta che si intitola The Ultimate Worst of, i brani sono stati risuonati e masterizzati in presa diretta usando gli stessi strumenti del 1985. La raccolta viene pubblicata in tutta Europa e successivamente anche negli Stati Uniti d'America e in Giappone.
Nel 2023 La band ritorna in studio per un album di inediti, a 40 anni dall'uscita dell'album di esordio, Go Wild (1985). L'uscita del nuovo Ep, Last train to Hell, è prevista per ottobre 2024.

### Strych9
Quando, nel 1998, Brando (chitarra e voce) e Emilio Catera (batteria) con l'aggiunta di Consuelo (pseudonimo sotto il quale si cela Toni Carbone già bassista dei Denovo) - basso elettrico tornano a riunirsi sotto il nome di Strych9, a nessuno, mancando Blasko the Razor al contrabbasso, venne in mente di considerare che quello fosse praticamente il nuovo disco dei Boppin'. Da quando (2008) i Boppin' Kids hanno ripreso stabilmente la loro attività in studio e nei live pur salutando definitivamente Blasco Mirabella, l'album Toxicparty (1998, Musica & Suoni) è stato considerato un passo importante della carriera del trio rockabilly italiano. La band realizza una cover di Goo Goo Muck e viene scelta dai Cramps come opening act della loro tournee nel 1999. Nel concerto a Milano Lux Interior si esibisce su questo brano salendo sul palco e cantando con Strych9.
Nel 2009 esce il secondo album Reissue Unreleased per Voodoochild Rec.

## Formazione

### Formazione attuale
- Orazio Grillo * Brando * Boppin' Horatio - chitarra e voce
- Emilio Catera The Insane - batteria
- Christian Fiore  Kris Mr Sinister (archiviato dall'url originale il 14 agosto 2014). - contrabbasso (dal 2008)

### Ex componenti
- Arduino La Porta - Contrabbasso e seconda voce
- Blasco Mirabella The Razor - Contrabbasso e seconda voce
- Arto Moolsteen - Contrabbasso e seconda voce
- Tony Carbone - Basso e seconda voce

## Discografia

### Album
- 1986 - Go Wild! (Rock86)
- 1987 - Still Rockin (Polygram) mini EP
- 1990 - Just for Fun
- 2008 - The Ultimate Worst of (Crazy Love)
- 2024 - Last Train to Hell (Go Wild Music/ Universal Music Group)

### Antologie
- 2003 - Go Wild!-Just for Fun (Crazy Love Rec).

### Compilation
- 095 codice interattivo (1986, Rock86): Tainted Love
- Sanremo rock (1987, Mercury): Tainted Love
- Psychomania No.5 (2008, Halb 7 Records): Castle Of Death
- Psychobilly Weekender Vol.1 (Planet Records): That's Alright
- Cream Of The Cats Vol. 3: Fire In My Soul - Go Wild
- Cream Of The Cats Vol. 4: Love Me Like A Stone - Tainted Love